# Station Abcoude

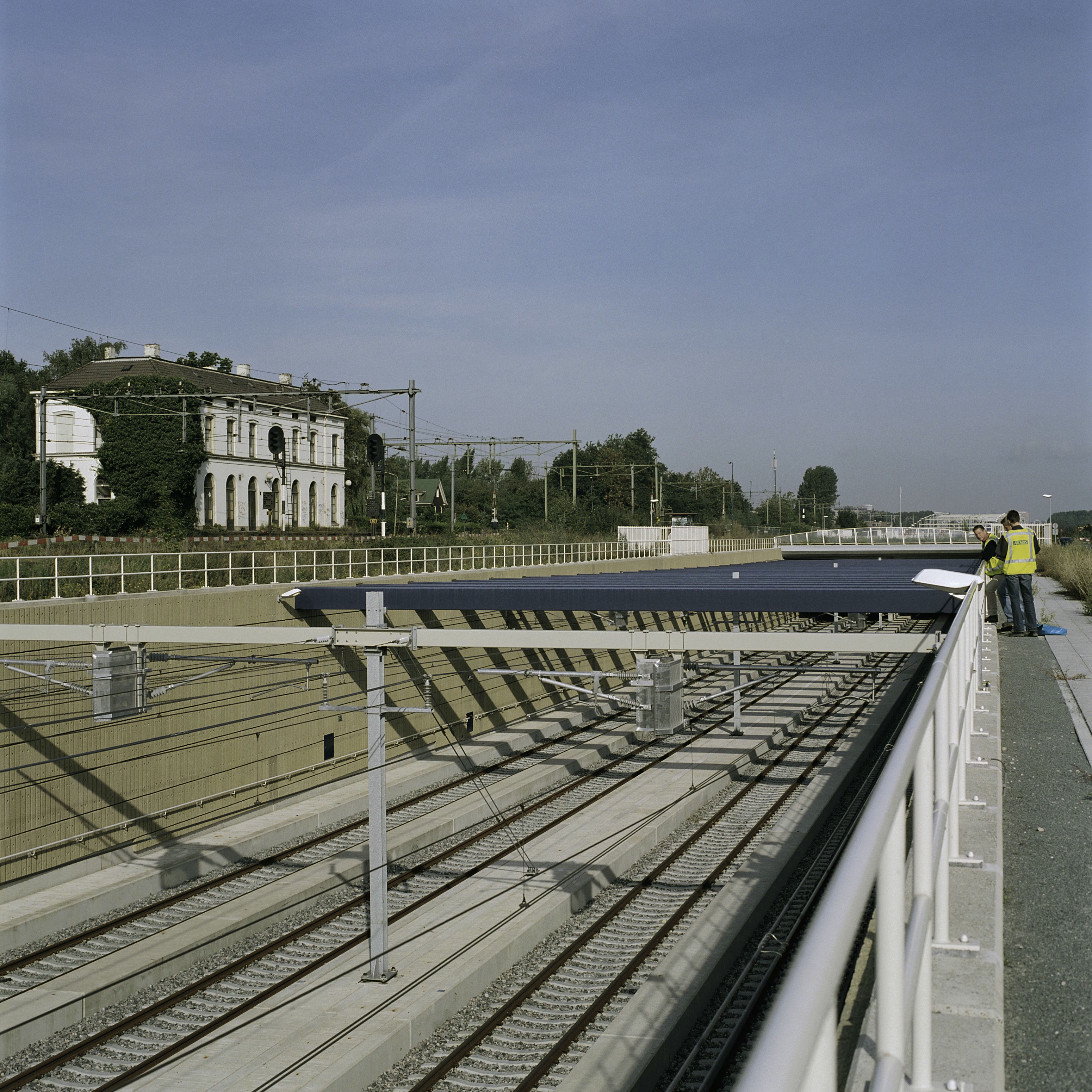
Het oude stationsgebouw van Abcoude met de viersporige tunnelbak bij het aquaduct onder het Gein; oktober 2006.

Station Abcoude is een spoorwegstation in de gemeente de Ronde Venen aan de Rhijnspoorweg (spoorlijn Amsterdam – Utrecht), gelegen aan de noordoostzijde van Abcoude, bij het riviertje het Gein en het recreatiegebied de Hoge dijk grenzend aan Amsterdam-Zuidoost.

## Geschiedenis
Gelijktijdig met de oplevering van de spoorlijn werd het station in Abcoude geopend op 18 december 1843 aan de zuid-oostzijde van Abcoude. In de oorspronkelijke dienstregeling stopten per dag maar twee treinen per richting op Abcoude. Abcoude kreeg dan ook maar een schamel onderkomen. Op aandringen van de Raad van Toezicht op het Spoorwegwezen in 1869 werd in 1871 een volwaardig stationsgebouw geopend. Op de begane grond was ruimte voor de stationsdienst. Op de bovenverdieping werden drie dienstwoningen gerealiseerd: voor de stationschef, voor de stationswachter en voor de brugwachter. Korte tijd had het station ook een buffet. Door tegenvallende klandizie werd dit alweer snel gesloten.
In 1900 werden inhaalsporen aangelegd en in 1901 werd een seinhuis gebouwd, van waaruit de wissels en nabijgelegen overwegen centraal werden bediend.
In 1977 werd het stationsgebouw buiten bedrijf gesteld. Er werd een eenvoudig gebouwtje geplaatst. In plaats van twee zijperrons kwamen er nu twee eilandperrons met in totaal vier sporen. Het station van Abcoude nam hiermee de functie van het Amsterdamse Amstelstation (waar de metro verscheen) over als inhaalstation. Tussen 1991 en 2007 werd de stoptrein Utrecht - Amsterdam hier door de intercity Nijmegen - Den Helder ingehaald. De perrons werden verbonden met een tunnel.

## Spoorverdubbeling
Vanwege de spoorverdubbeling Amsterdam – Utrecht werd het stationsgebied van Abcoude gereconstrueerd. Onder het Gein is een aquaduct (Rien Nouwen Aquaduct) met vier sporen gebouwd ter vervanging van de hefbrug. Omdat het bestaande station aan de helling naar het aquaduct is komen te liggen, is ten noorden van het Gein nabij de Hollandse Kade een nieuw station met een moderne perronkap gebouwd aan de noord-oostzijde van Abcoude, verder van het centrum van het dorp verwijderd dan het oude station. Alleen de middelste twee sporen zijn gesitueerd aan het eilandperron. De buitenste twee sporen worden door de intercity's gebruikt.
Op 23 april 2007 werden het aquaduct en het nieuwe station in gebruik genomen. Er is slechts één toegang aan de westzijde van het station. Het plein voor het station heet Geinplein en de weg er langs Spoorlaan, omdat de straatnamen Stationsplein en Stationsstraat al bestonden en nog steeds bestaan bij het oude station. Het oude Stationsplein was echter niet meer toegankelijk, terwijl de Stationstraat niet meer naar het (huidige) station loopt.
Het oude eerste stationsgebouw is wel blijven bestaan en blijft dus een herkenningspunt langs de spoorbaan (hoewel het vanuit passerende treinen nauwelijks meer zichtbaar is). Het oude spoor rond Abcoude is afgebroken evenals het tweede stationsgebouwtje en de perrons uit 1977. Het oude eerste stationsgebouw raakte in verval maar kreeg uiteindelijk een andere bestemming. Het pand werd opgeknapt en sinds april 2016 is er hotel en restaurant "De Witte Dame" in gevestigd.

## Dienstregeling
In Abcoude stoppen de volgende treinseries:
| Serie | Treinsoort    | Route                                                                                                | Bijzonderheden |
| ----- | ------------- | --- | --- |
| 4000  | Sprinter (NS) | Uitgeest – Zaandam – Amsterdam Centraal – Abcoude – Breukelen – Woerden – Gouda – Rotterdam Centraal | |
| 7400  | Sprinter (NS) | Uitgeest – Zaandam – Amsterdam Centraal – Abcoude – Breukelen – Utrecht Centraal – Driebergen-Zeist  | Rijdt alleen tijdens de brede spitsuren, waarbij net na de ochtendspits en net vóór de middagspits enkel tussen Uitgeest en Utrecht Centraal v.v. wordt gereden. |

## Overig openbaar vervoer
Sinds 11 december 2011 reed buslijn 126 op proef voor een jaar langs station Abcoude. De proef mislukte echter en sinds 9 december 2012 reed lijn 126 weer zijn oude route en dus niet meer langs het station en sinds 11 december 2016 helemaal niet meer door het dorp.
Sinds 11 december 2022 werd dezelfde proef opnieuw gedaan, nu echter met buslijn 120, die sindsdien langs station Abcoude rijdt en daar ging stoppen in plaats van op station Amsterdam Holendrecht.

## Foto's

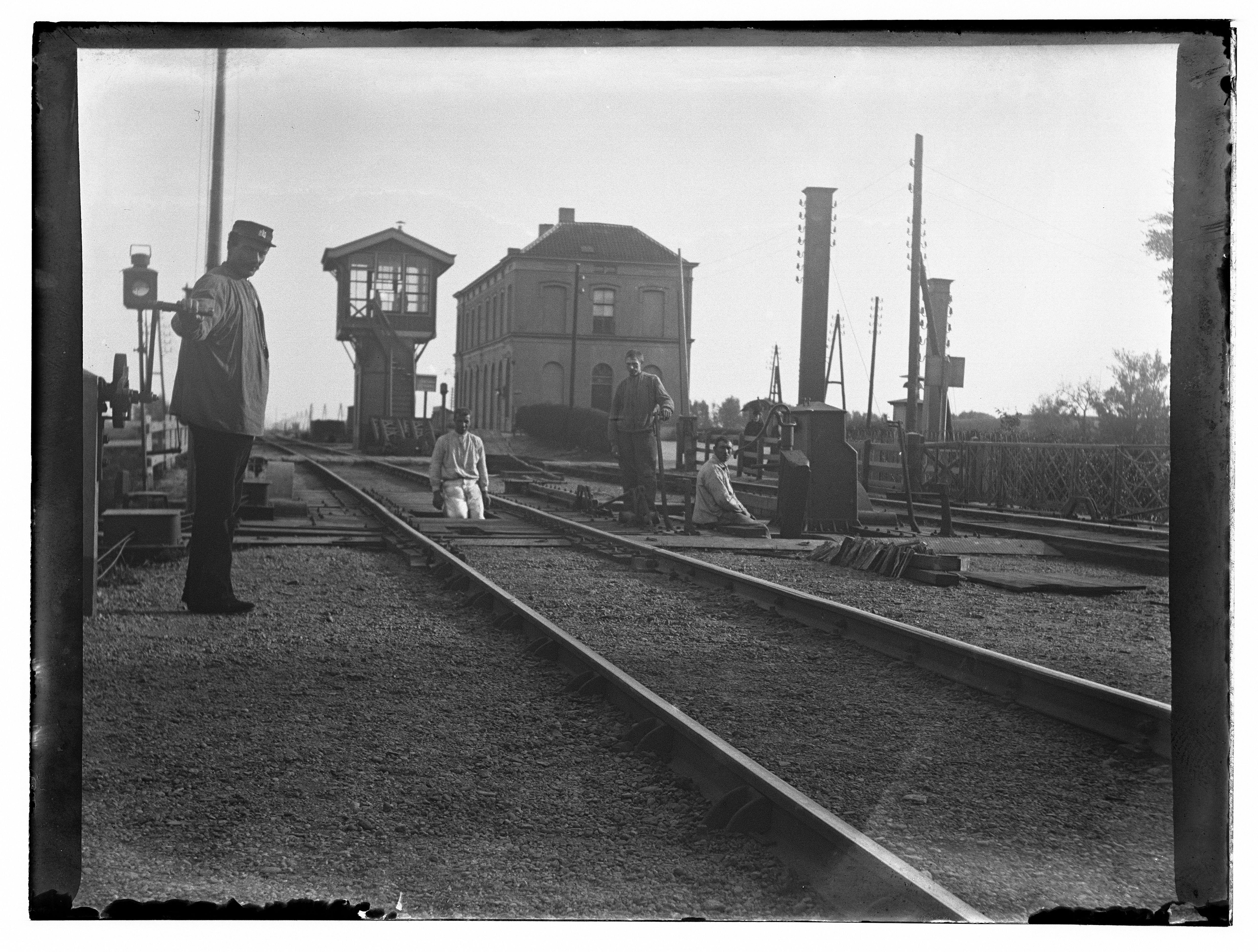
Station Abcoude in 1901.
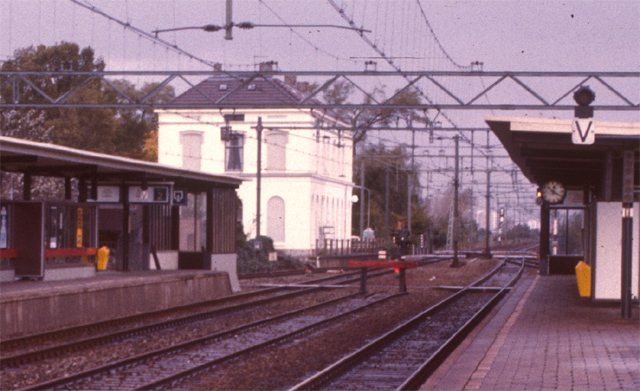
Het oude stationsgebouw van Abcoude rond 1985
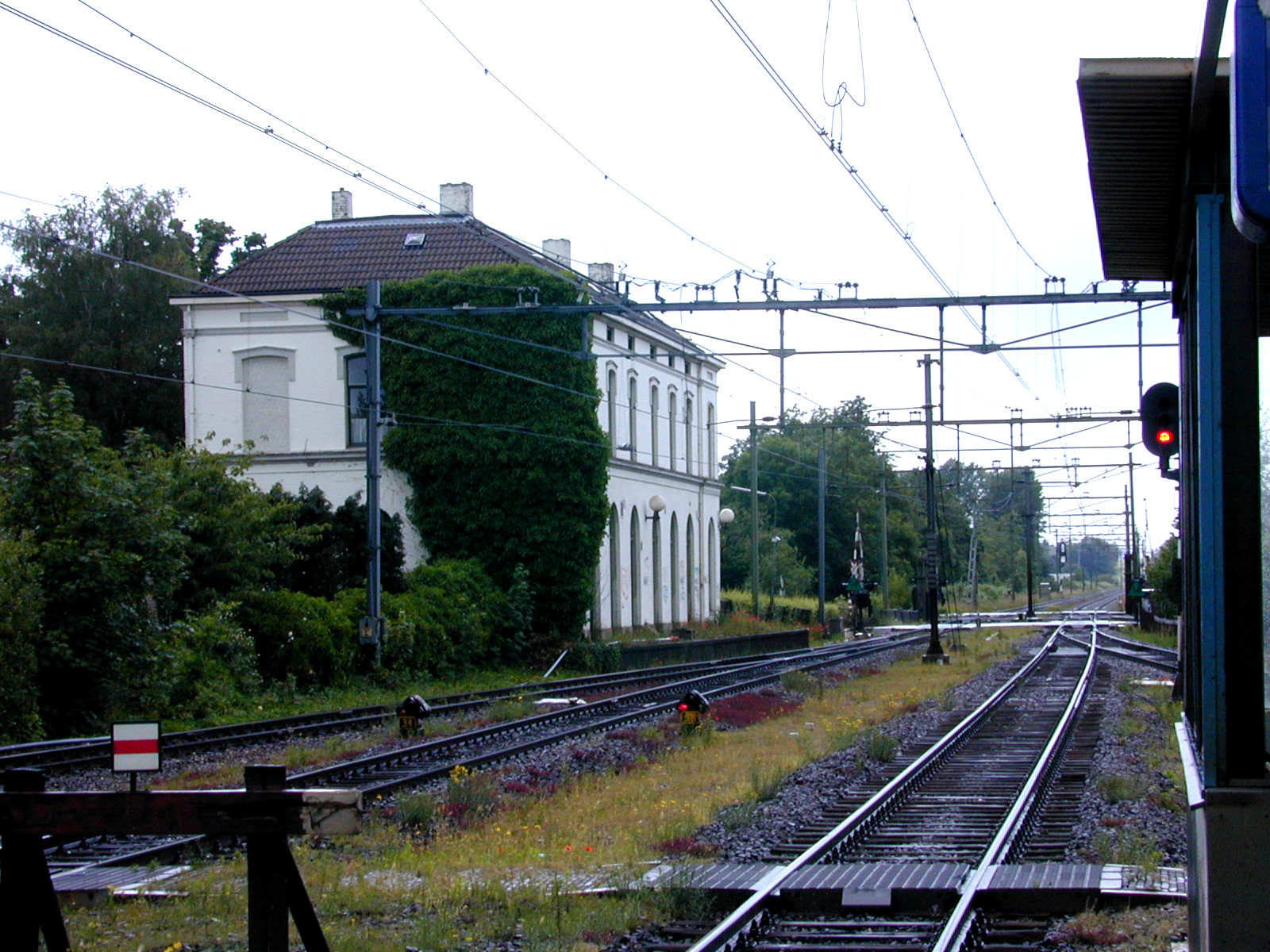
Het oude stationsgebouw van Abcoude op 12 juni 2004
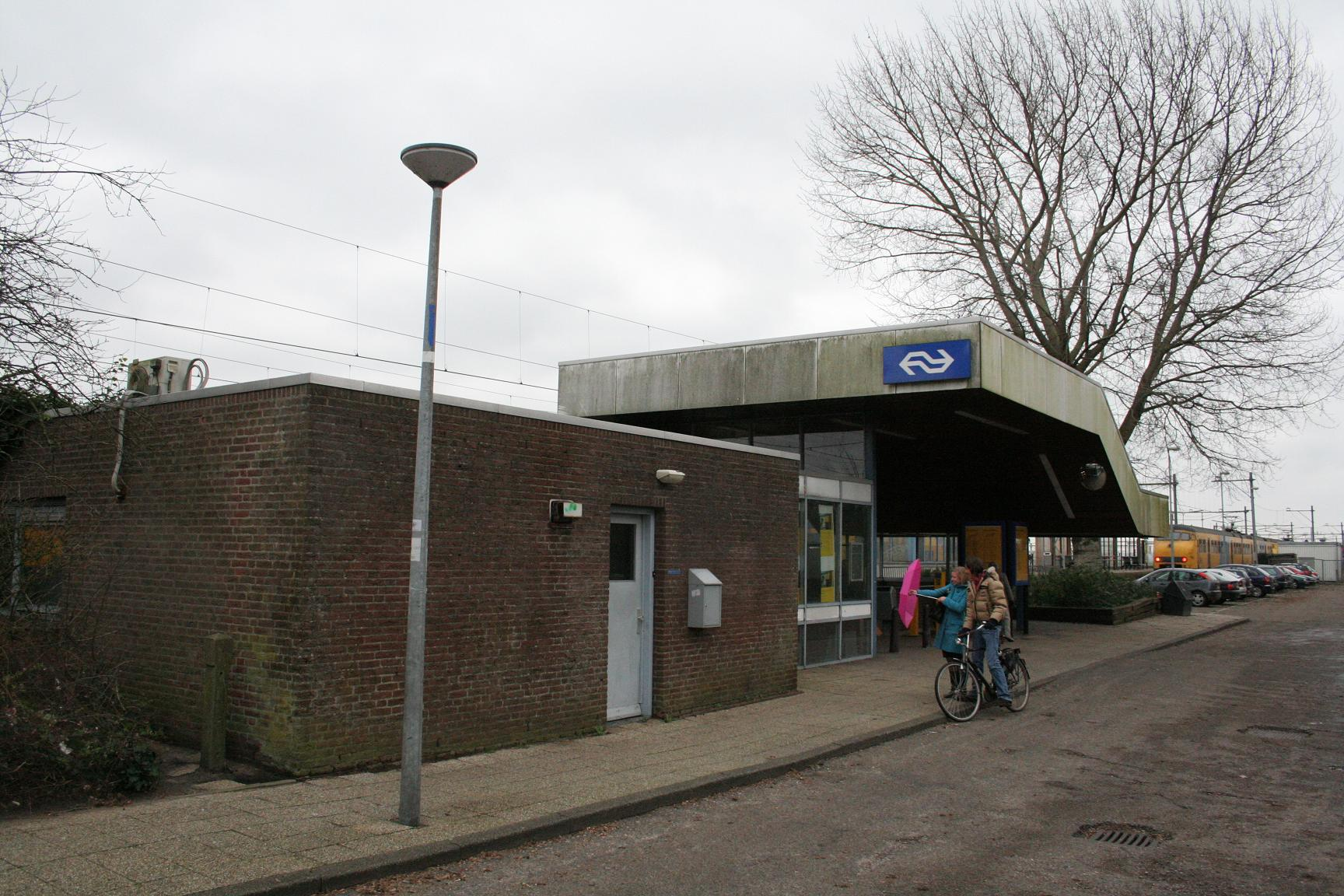
Het oude stationsgebouw van Abcoude op 13 januari 2007
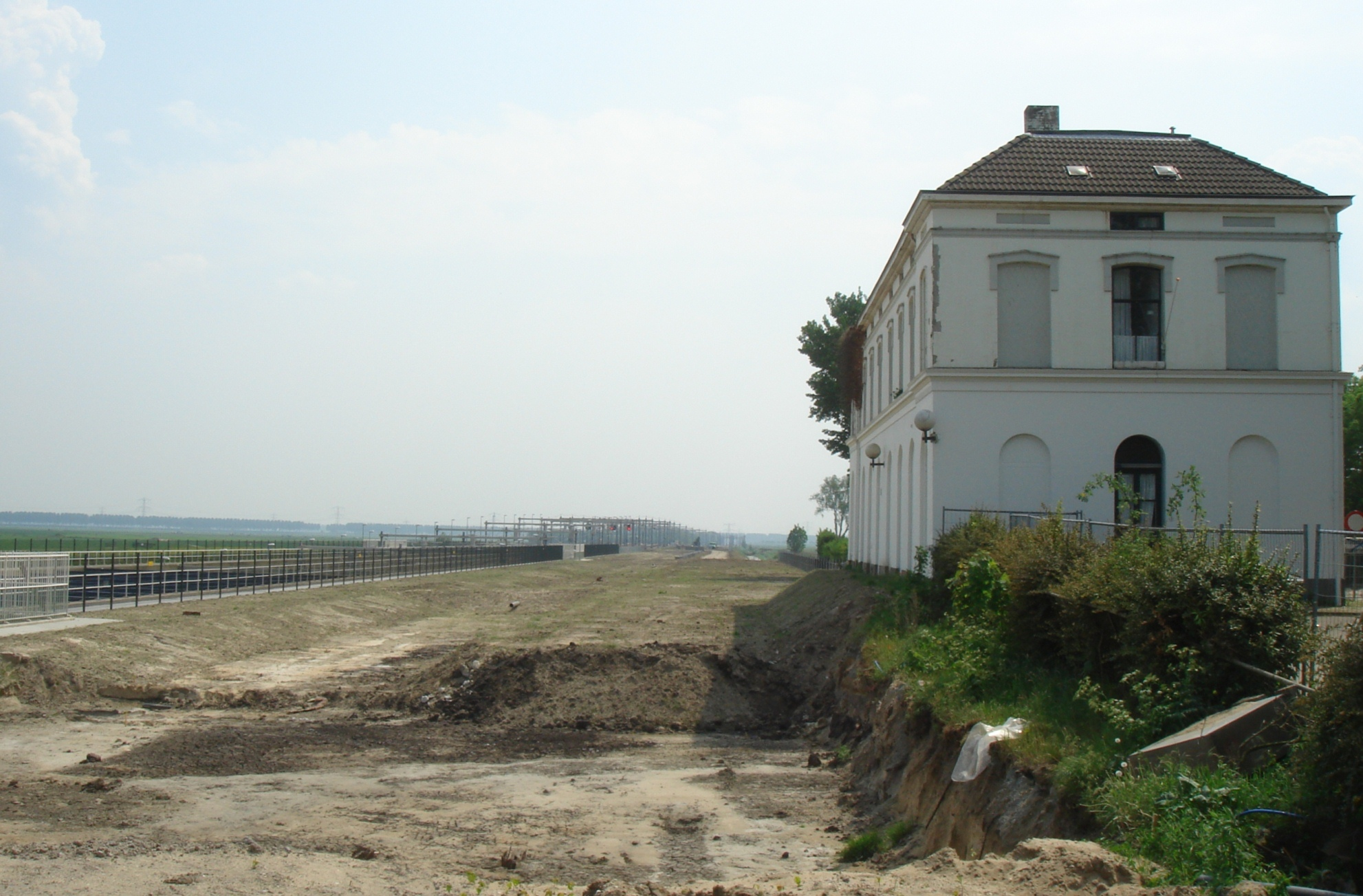
Station Abcoude na de aanleg van het aquaduct; 14 mei 2008
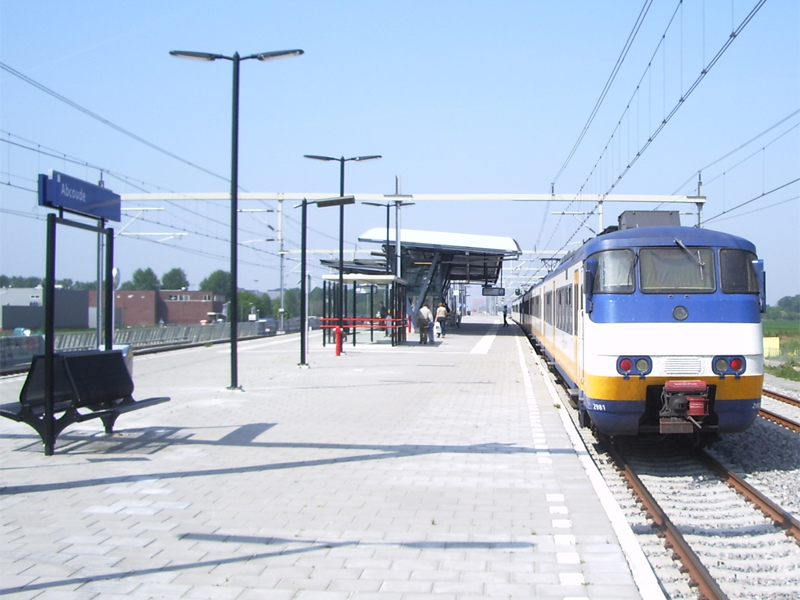
Het nieuwe station van Abcoude met een SGM richting Amsterdam
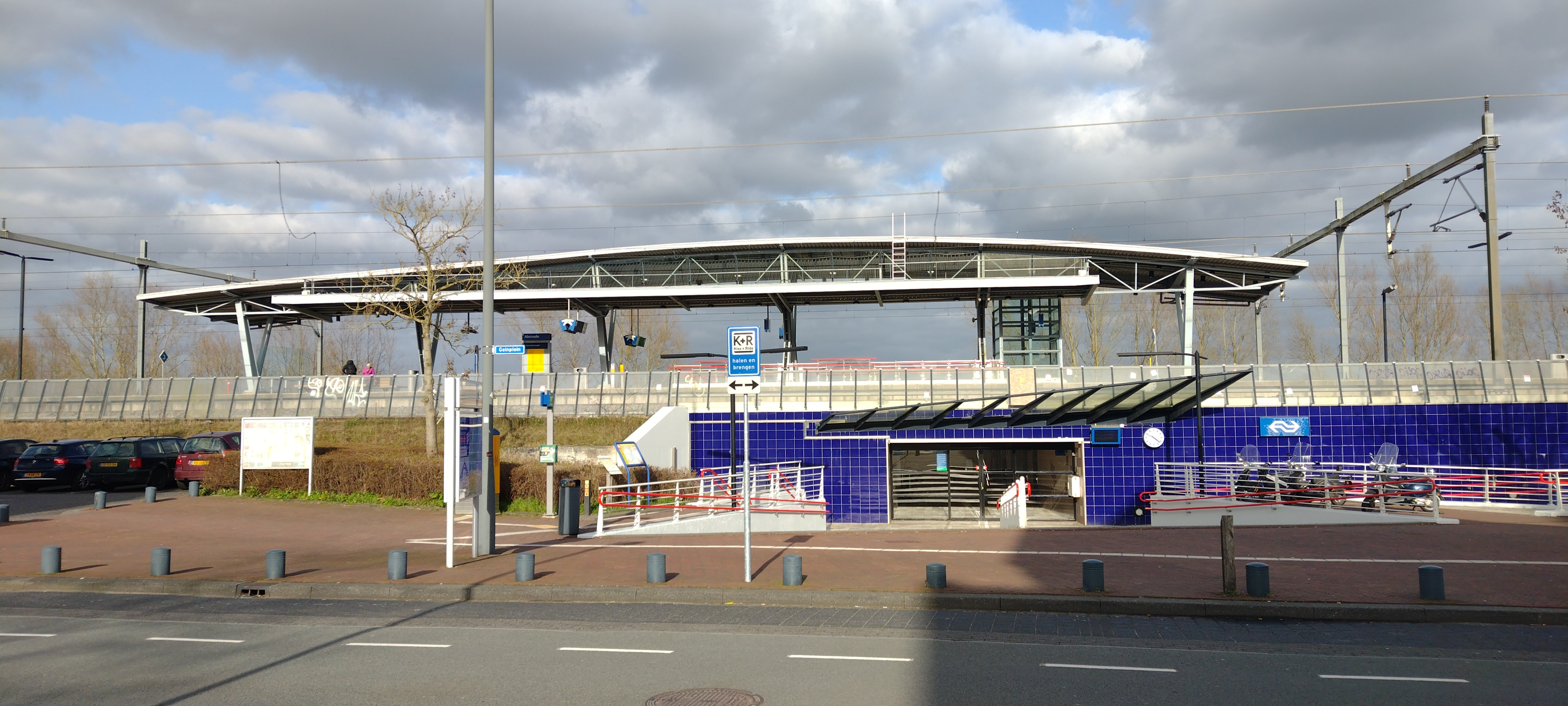
Het station in 2024